# Haworthia turgida var. longibracteata
Haworthia turgida var. longibracteata és una varietat de Haworthia turgida del gènere Haworthia de la subfamília de les asfodelòidies.

## Descripció
Haworthia turgida var. longibracteata és una petita suculenta que forma rosetes de fulles verdes brillants amb textures "cristal·lines". Fa fillols lliurement per formar petits grups ràpidament. Les rosetes creixen fins a 10 cm de diàmetre. Les fulles són recurvades a la punta, translúcida i marcada amb línies verdes i es tornen vermelloses amb llum intensa. Aquesta varietat té fulles més erectes i ovades-lanceolades en comparació amb Haworthia turgida var. turgida. A la primavera, les rosetes madures produeixen tiges simples, verticals i filoses amb flors petites, tubulars i blanques.

## Distribució i hàbitat
Aquesta varietat creix a la província sud-africana del Cap Occidental, concretament, des d'Swellendam, Heidelberg fins a Riversdal i Albertinia.
Creix a la part alta dels vessants del nord, que són molt calorosos a l'estiu. Sempre creix en forts pendents rocosos per sobre dels corrents d’aigua. Al voltant de Riversdale hi ha algunes formes que s'assemblen molt a la retusa.

## Taxonomia
Haworthia turgida var. longibracteata va ser descrita per M.B.Bayer i publicat a Haworthia Revisited: 136, a l'any 1999.
Etimologia
Haworthia: nom en honor del botànic britànic Adrian Hardy Haworth (1767-1833).
turgida: epítet llatí que significa "inflat".
var. longibracteata: epítet llatí que significa "amb bràctees llargues".
Sinonímia
- Haworthia dekenahii G.G.Sm., J. S. African Bot. 10: 140 (1944). (Basiònim/Sinònim substituït)
- Haworthia retusa var. dekenahii (G.G.Sm.) M.B.Bayer, New Haworthia Handb.: 53 (1982).
- Haworthia magnifica var. dekenahii (G.G.Sm.) M.B.Bayer, Aloe 34: 6 (1997).[7]